# Lijst van jachtkrabspinnen
Deze pagina beschrijft alle soorten uit de familie der jachtkrabspinnen (Sparassidae).

## Adcatomus
Adcatomus Karsch, 1880
- Adcatomus ciudadus Karsch, 1880
- Adcatomus flavovittatus (Simon, 1897)

## Anaptomecus
Anaptomecus Simon, 1903
- Anaptomecus levyi Jäger, Rheims & Labarque, 2009
- Anaptomecus longiventris Simon, 1903
- Anaptomecus temii Jäger, Rheims & Labarque, 2009

## Anchognatha
Anchognatha Thorell, 1881
- Anchognatha avida Thorell, 1881

## Anchonastus
Anchonastus Simon, 1898
- Anchonastus caudatus Simon, 1898
- Anchonastus gertschi Lessert, 1946
- Anchonastus pilipodus (Strand, 1913)
- Anchonastus plumosus (Pocock, 1899)

## Arandisa
Arandisa Lawrence, 1938
- Arandisa deserticola Lawrence, 1938

## Barylestis
Barylestis Simon, 1910
- Barylestis blaisei (Simon, 1903)
- Barylestis fagei (Lessert, 1929)
- Barylestis insularis Simon, 1910
- Barylestis montandoni (Lessert, 1929)
- Barylestis nigripectus Simon, 1910
- Barylestis occidentalis (Simon, 1887)
- Barylestis peltatus (Strand, 1916)
- Barylestis saaristoi Jäger, 2008
- Barylestis scutatus (Pocock, 1903)
- Barylestis variatus (Pocock, 1899)

## Beregama
Beregama Hirst, 1990
- Beregama aurea (L. Koch, 1875)
- Beregama cordata (L. Koch, 1875)
- Beregama goliath (Chrysanthus, 1965)
- Beregama herculea (Thorell, 1881)

## Berlandia
Berlandia Lessert, 1921
- Berlandia longipes Lessert, 1921
- Berlandia tenebricola Simon & Fage, 1922

## Bhutaniella
Bhutaniella Jäger, 2000b
- Bhutaniella dunlopi Jäger, 2001
- Bhutaniella gruberi Jäger, 2001
- Bhutaniella haenggii Jäger, 2001
- Bhutaniella hillyardi Jäger, 2000
- Bhutaniella kronestedti Vedel & Jäger, 2005
- Bhutaniella rollardae Jäger, 2001
- Bhutaniella scharffi Vedel & Jäger, 2005
- Bhutaniella sikkimensis (Gravely, 1931)

## Carparachne
Carparachne Lawrence, 1962
- Carparachne alba Lawrence, 1962
- Carparachne aureoflava Lawrence, 1966

## Cebrennus
Cebrennus Simon, 1880
- Cebrennus aethiopicus Simon, 1880
- Cebrennus castaneitarsis Simon, 1880
- Cebrennus concolor (Denis, 1947)
- Cebrennus cultrifer Fage, 1921
- Cebrennus intermedius Jäger, 2000
- Cebrennus kochi (O. P.-Cambridge, 1872)
- Cebrennus logunovi Jäger, 2000
- Cebrennus mayri Jäger, 2000
- Cebrennus powelli Fage, 1921
- Cebrennus rungsi Jäger, 2000
- Cebrennus tunetanus Simon, 1885
- Cebrennus villosus (Jézéquel & Junqua, 1966)
- Cebrennus wagae (Simon, 1874)

## Cerbalus
Cerbalus Simon, 1897
- Cerbalus alegranzaensis Wunderlich, 1992
- Cerbalus aravaensis Levy, 2007
- Cerbalus ergensis Jäger, 2000
- Cerbalus negebensis Levy, 1989
- Cerbalus pellitus Kritscher, 1960
- Cerbalus psammodes Levy, 1989
- Cerbalus pulcherrimus (Simon, 1880)
- Cerbalus verneaui (Simon, 1889)

## Cercetius
Cercetius Simon, 1902
- Cercetius perezi Simon, 1902

## Chrosioderma
Chrosioderma Simon, 1897
- Chrosioderma albidum Simon, 1897
- Chrosioderma analalava Silva, 2005
- Chrosioderma havia Silva, 2005
- Chrosioderma mahavelona Silva, 2005
- Chrosioderma mipentinapentina Silva, 2005
- Chrosioderma namoroka Silva, 2005
- Chrosioderma ranomafana Silva, 2005
- Chrosioderma roaloha Silva, 2005
- Chrosioderma soalala Silva, 2005

## Clastes
Clastes Walckenaer, 1837
- Clastes freycineti Walckenaer, 1837

## Damastes
Damastes Simon, 1880
- Damastes atrignathus Strand, 1908
- Damastes coquereli Simon, 1880
  - Damastes coquereli affinis Strand, 1907
- Damastes decoratus (Simon, 1897)
- Damastes fasciolatus (Simon, 1903)
- Damastes flavomaculatus Simon, 1880
- Damastes grandidieri Simon, 1880
- Damastes majungensis Strand, 1907
- Damastes malagassus (Fage, 1926)
- Damastes malagasus (Karsch, 1881)
- Damastes masculinus Strand, 1908
- Damastes nigrichelis (Strand, 1907)
- Damastes nossibeensis Strand, 1907
- Damastes oswaldi Lenz, 1891
- Damastes pallidus (Schenkel, 1937)
- Damastes sikoranus Strand, 1906
- Damastes validus (Blackwall, 1877)

## Decaphora
Decaphora Franganillo, 1931
- Decaphora trabiformis Franganillo, 1931

## Defectrix
Defectrix Petrunkevitch, 1925
- Defectrix defectrix Petrunkevitch, 1925

## Delena
Delena Walckenaer, 1837

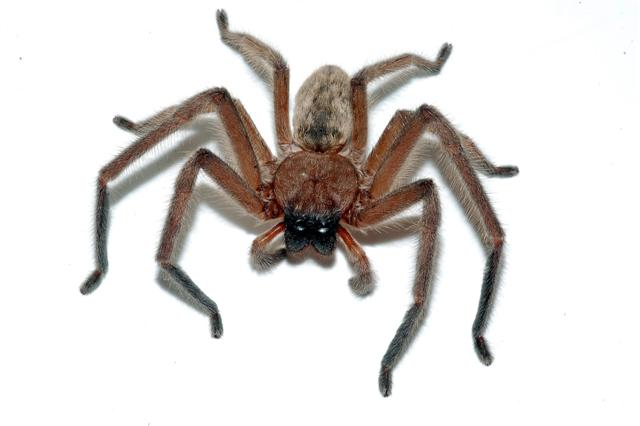
Delena cancerides

- Delena cancerides Walckenaer, 1837
- Delena craboides Walckenaer, 1837
- Delena gloriosa (Rainbow, 1917)
- Delena nigrifrons (Simon, 1908)

## Dermochrosia
Dermochrosia Mello-Leitão, 1940
- Dermochrosia maculatissima Mello-Leitão, 1940

## Eodelena
Eodelena Hogg, 1903
- Eodelena convexa Hirst, 1991
- Eodelena kosciuskoensis Hirst, 1991
- Eodelena lapidicola Hirst, 1991
- Eodelena loftiensis Hirst, 1991
- Eodelena melanochelis (Strand, 1913)
- Eodelena spenceri Hogg, 1903
- Eodelena tasmaniensis Hirst, 1991

## Eusparassus
Eusparassus Simon, 1903

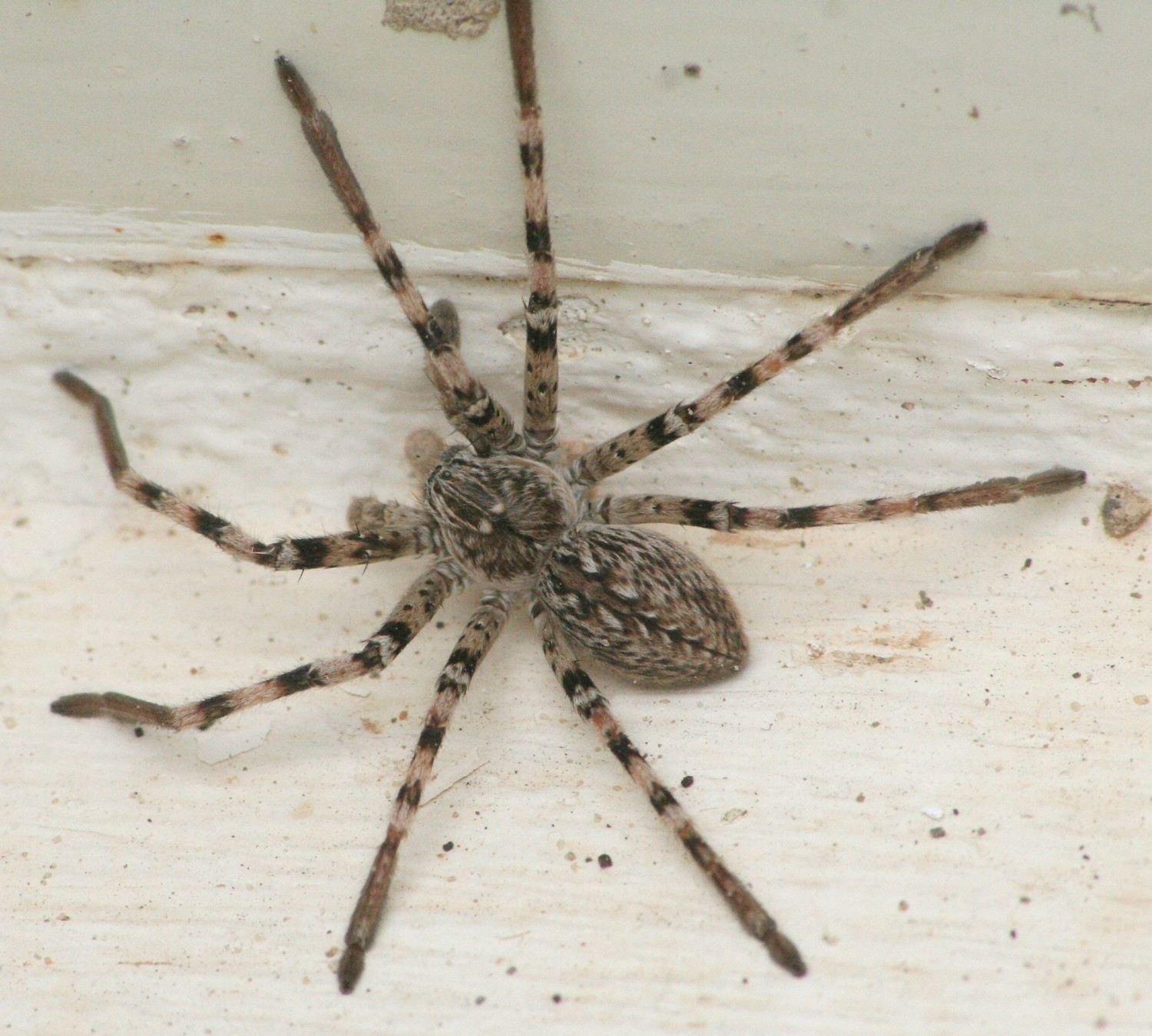
Eusparassus dufouri

- Eusparassus barbarus (Lucas, 1846)
- Eusparassus bicorniger (Pocock, 1898)
- Eusparassus concolor Caporiacco, 1939
- Eusparassus cornipalpis Strand, 1906
- Eusparassus dufouri Simon, 1932
  - Eusparassus dufouri atlanticus Simon, 1909
  - Eusparassus dufouri maximus Strand, 1906
- Eusparassus flavovittatus Caporiacco, 1935
- Eusparassus fulviclypeus Strand, 1906
- Eusparassus fuscimanus Denis, 1958
- Eusparassus laterifuscus Strand, 1908
- Eusparassus letourneuxi (Simon, 1874)
- Eusparassus levantinus Urones, 2006
- Eusparassus lilus Strand, 1907
- Eusparassus nanjianensis (Hu & Fu, 1985)
- Eusparassus nigrichelis Strand, 1906
- Eusparassus oculatus (Kroneberg, 1875)
- Eusparassus oraniensis (Lucas, 1846)
- Eusparassus palystiformis Strand, 1907
- Eusparassus pontii Caporiacco, 1935
- Eusparassus potanini (Simon, 1895)
- Eusparassus quinquedentatus Strand, 1906
- Eusparassus rufobrunneus Caporiacco, 1941
- Eusparassus sexdentatus Strand, 1906
- Eusparassus shefteli Chamberlin, 1916
- Eusparassus subadultus Strand, 1906
- Eusparassus syrticus Simon, 1909
- Eusparassus ubae Strand, 1906
- Eusparassus walckenaeri (Audouin, 1826)

## Exopalystes
Exopalystes Hogg, 1914
- Exopalystes pulchellus Hogg, 1914

## Geminia
Geminia Thorell, 1897
- Geminia sulphurea Thorell, 1897

## Gnathopalystes
Gnathopalystes Rainbow, 1899
- Gnathopalystes crucifer (Simon, 1880)
- Gnathopalystes ferox Rainbow, 1899
- Gnathopalystes ignicomus (L. Koch, 1875)
- Gnathopalystes kochi (Simon, 1880)
- Gnathopalystes nigriventer (Kulczynski, 1910)
- Gnathopalystes nigrocornutus (Merian, 1911)
- Gnathopalystes rutilans (Simon, 1899)
- Gnathopalystes taiwanensis Zhu & Tso, 2006

## Heteropoda
Heteropoda Latreille, 1804
- Heteropoda acuta Davies, 1994

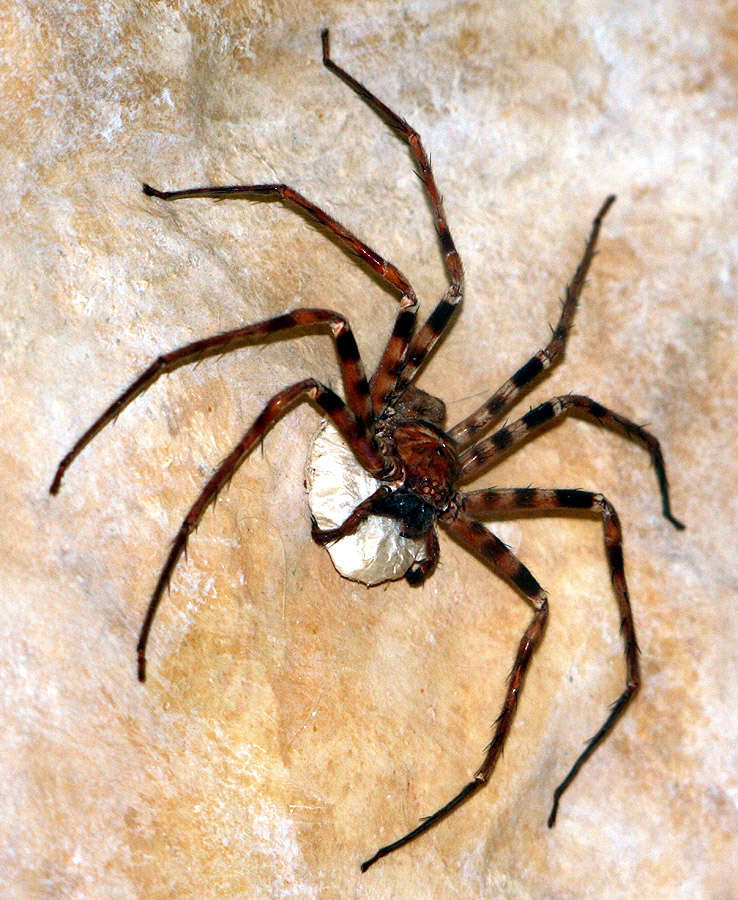
Heteropoda maxima

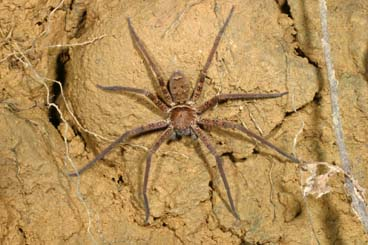
Heteropoda simplex

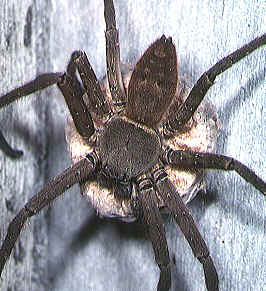
Heteropoda venatoria

- Heteropoda aemulans Bayer & Jäger, 2009
- Heteropoda afghana Roewer, 1962
- Heteropoda alta Davies, 1994
- Heteropoda altmannae Jäger, 2008
- Heteropoda altithorax Strand, 1907
- Heteropoda amphora Fox, 1936
- Heteropoda analis Thorell, 1881
- Heteropoda andamanensis Tikader, 1977
- Heteropoda annulipoda Strand, 1911
- Heteropoda armillata (Thorell, 1887)
- Heteropoda atollicola Pocock, 1904
- Heteropoda atriventris Chrysanthus, 1965
- Heteropoda aulica (L. Koch, 1878)
- Heteropoda aureola He & Hu, 2000
- Heteropoda badiella Roewer, 1951
- Heteropoda bellendenker Davies, 1994
- Heteropoda belua Jäger, 2005
- Heteropoda beroni Jäger, 2005
- Heteropoda bhaikakai Patel & Patel, 1973
- Heteropoda bhattacharjeei Saha & Raychaudhuri, 2007
- Heteropoda bimaculata Thorell, 1878
- Heteropoda binnaburra Davies, 1994
- Heteropoda bivittata Thorell, 1877
- Heteropoda boiei (Doleschall, 1859)
- Heteropoda bonthainensis Merian, 1911
- Heteropoda borneensis (Thorell, 1890)
- Heteropoda boutani (Simon, 1906)
- Heteropoda bulburin Davies, 1994
- Heteropoda buxa Saha, Biswas & Raychaudhuri, 1995
- Heteropoda camelia Strand, 1914
- Heteropoda cavernicola Davies, 1994
- Heteropoda cervina (L. Koch, 1875)
- Heteropoda chelata (Strand, 1911)
  - Heteropoda chelata vittichelis (Strand, 1911)
- Heteropoda chengbuensis Wang, 1990
- Heteropoda christae Jäger, 2008
- Heteropoda conwayensis Davies, 1994
- Heteropoda cooki Davies, 1994
- Heteropoda cooloola Davies, 1994
- Heteropoda crassa Simon, 1880
- Heteropoda crediton Davies, 1994
- Heteropoda cyanichelis Strand, 1907
- Heteropoda cyanognatha Thorell, 1881
- Heteropoda cyperusiria Barrion & Litsinger, 1995
- Heteropoda dagmarae Jäger & Vedel, 2005
- Heteropoda dasyurina (Hogg, 1914)
- Heteropoda davidbowie Jäger, 2008
- Heteropoda debalae Biswas & Roy, 2005
- Heteropoda debilis (L. Koch, 1875)
- Heteropoda denticulata Saha & Raychaudhuri, 2007
- Heteropoda distincta Davies, 1994
- Heteropoda duan Jäger, 2008
- Heteropoda elatana Strand, 1911
- Heteropoda eluta Karsch, 1891
- Heteropoda emarginativulva Strand, 1907
- Heteropoda ernstulrichi Jäger, 2008
- Heteropoda erythra Chrysanthus, 1965
- Heteropoda eungella Davies, 1994
- Heteropoda fabrei Simon, 1885
- Heteropoda fischeri Jäger, 2005
- Heteropoda flavocephala Merian, 1911
- Heteropoda furva Thorell, 1890
- Heteropoda garciai Barrion & Litsinger, 1995
- Heteropoda gemella Simon, 1877
- Heteropoda goonaneman Davies, 1994
- Heteropoda gordonensis Davies, 1994
- Heteropoda gourae Monga, Sadana & Singh, 1988
- Heteropoda graaflandi Strand, 1907
- Heteropoda grooteeylandt Davies, 1994
- Heteropoda gyirongensis Hu & Li, 1987
- Heteropoda hainanensis Li, 1991
- Heteropoda hampsoni Pocock, 1901
- Heteropoda helge Jäger, 2008
- Heteropoda hermitis (Hogg, 1914)
- Heteropoda hildebrandti Jäger, 2008
- Heteropoda hillerae Davies, 1994
- Heteropoda hippie Jäger, 2008
- Heteropoda hirsti Jäger, 2008
- Heteropoda holoventris Davies, 1994
- Heteropoda homstu Jäger, 2008
- Heteropoda hosei Pocock, 1897
- Heteropoda hupingensis Peng & Yin, 2001
- Heteropoda ignichelis (Simon, 1880)
- Heteropoda imbecilla Thorell, 1892
- Heteropoda jacobi Strand, 1911
- Heteropoda jaegerorum Jäger, 2008
- Heteropoda jasminae Jäger, 2008
- Heteropoda javana (Simon, 1880)
- Heteropoda jiangxiensis Li, 1991
- Heteropoda jugulans (L. Koch, 1876)
- Heteropoda kabaenae Strand, 1911
- Heteropoda kalbarri Davies, 1994
- Heteropoda kandiana Pocock, 1899
- Heteropoda kobroorica Strand, 1911
- Heteropoda kuekenthali Pocock, 1897
- Heteropoda kuluensis Sethi & Tikader, 1988
- Heteropoda laai Jäger, 2008
- Heteropoda languida Simon, 1887
- Heteropoda lashbrooki (Hogg, 1922)
- Heteropoda laurae Jäger, 2008
- Heteropoda lentula Pocock, 1901
- Heteropoda leprosa Simon, 1884
- Heteropoda leptoscelis Thorell, 1892
- Heteropoda lindbergi Roewer, 1962
- Heteropoda listeri Pocock, 1900
- Heteropoda loderstaedti Jäger, 2008
- Heteropoda longipes (L. Koch, 1875)
- Heteropoda lunula (Doleschall, 1857)
- Heteropoda luwuensis Merian, 1911
- Heteropoda malitiosa Simon, 1906
- Heteropoda manni (Strand, 1906)
- Heteropoda marillana Davies, 1994
- Heteropoda martinae Jäger, 2008
- Heteropoda martusa Jäger, 2000
- Heteropoda maxima Jäger, 2001
- Heteropoda mecistopus Pocock, 1898
- Heteropoda mediocris Simon, 1880
- Heteropoda meriani Jäger, 2008
- Heteropoda merkarensis Strand, 1907
- Heteropoda meticulosa Simon, 1880
- Heteropoda minahassae Merian, 1911
- Heteropoda mindiptanensis Chrysanthus, 1965
- Heteropoda modiglianii Thorell, 1890
- Heteropoda monroei Davies, 1994
- Heteropoda montana Thorell, 1890
- Heteropoda monteithi Davies, 1994
- Heteropoda mossman Davies, 1994
- Heteropoda murina (Pocock, 1897)
- Heteropoda muscicapa Strand, 1911
- Heteropoda nagarigoon Davies, 1994
- Heteropoda natans Jäger, 2005
- Heteropoda nebulosa Thorell, 1890
- Heteropoda nicki Strand, 1915
  - Heteropoda nicki quala Strand, 1915
- Heteropoda nicobarensis Tikader, 1977
- Heteropoda nigriventer Pocock, 1897
- Heteropoda nilgirina Pocock, 1901
- Heteropoda ninahagen Jäger, 2008
- Heteropoda nirounensis (Simon, 1903)
- Heteropoda nobilis (L. Koch, 1875)
- Heteropoda novaguineensis Strand, 1911
- Heteropoda nyalama Hu & Li, 1987
- Heteropoda obtusa Thorell, 1890
- Heteropoda ocyalina (Simon, 1887)
- Heteropoda onoi Jäger, 2008
- Heteropoda pakawini Jäger, 2008
- Heteropoda panaretiformis Strand, 1906
- Heteropoda parva Jäger, 2000
- Heteropoda pedata Strand, 1907
  - Heteropoda pedata magna Strand, 1909
- Heteropoda phasma Simon, 1897
- Heteropoda pingtungensis Zhu & Tso, 2006
- Heteropoda planiceps (Pocock, 1897)
- Heteropoda plebeja Thorell, 1887
- Heteropoda pressula Simon, 1886
- Heteropoda procera (L. Koch, 1867)
- Heteropoda raveni Davies, 1994
- Heteropoda regalis (Roewer, 1938)
- Heteropoda reinholdae Jäger, 2008
- Heteropoda renibulbis Davies, 1994
- Heteropoda richlingi Jäger, 2008
- Heteropoda robusta Fage, 1924
- Heteropoda rosea Karsch, 1879
- Heteropoda rubra Chrysanthus, 1965
- Heteropoda rufognatha Strand, 1907
- Heteropoda rundle Davies, 1994
- Heteropoda ruricola Thorell, 1881
- Heteropoda sarotoides Järvi, 1914
- Heteropoda sartrix (L. Koch, 1865)
- Heteropoda schlaginhaufeni Strand, 1911
- Heteropoda schwalbachorum Jäger, 2008
- Heteropoda schwendingeri Jäger, 2005
- Heteropoda sexpunctata Simon, 1885
- Heteropoda shillongensis Sethi & Tikader, 1988
- Heteropoda signata Thorell, 1890
- Heteropoda silvatica Davies, 1994
- Heteropoda simplex Jäger & Ono, 2000
- Heteropoda speciosus (Pocock, 1898)
- Heteropoda spenceri Davies, 1994
- Heteropoda spinipes (Pocock, 1897)
- Heteropoda spurgeon Davies, 1994
- Heteropoda squamacea Wang, 1990
- Heteropoda steineri Bayer & Jäger, 2009
- Heteropoda straminea Kundu, Biswas & Raychaudhuri, 1999
- Heteropoda strandi Jäger, 2002
- Heteropoda strasseni Strand, 1915
- Heteropoda striata Merian, 1911
- Heteropoda striatipes (Leardi, 1902)
- Heteropoda submaculata Thorell, 1881
  - Heteropoda submaculata torricelliana Strand, 1911
- Heteropoda subplebeia Strand, 1907
- Heteropoda subtilis Karsch, 1891
- Heteropoda sumatrana Thorell, 1890
  - Heteropoda sumatrana javacola Strand, 1907
- Heteropoda teranganica Strand, 1911
- Heteropoda tetrica Thorell, 1897
- Heteropoda thoracica (C. L. Koch, 1845)
- Heteropoda tokarensis Yaginuma, 1961
- Heteropoda truncus (McCook, 1878)
- Heteropoda udolindenberg Jäger, 2008
- Heteropoda uexkuelli Jäger, 2008
- Heteropoda umbrata Karsch, 1891
- Heteropoda variegata (Simon, 1874)
- Heteropoda veiliana Strand, 1907
- Heteropoda venatoria (Linnaeus, 1767)
  - Heteropoda venatoria chinesica Strand, 1907
  - Heteropoda venatoria emarginata Thorell, 1881
  - Heteropoda venatoria foveolata Thorell, 1881
  - Heteropoda venatoria japonica Strand, 1907
  - Heteropoda venatoria maculipes Strand, 1907
  - Heteropoda venatoria pseudomarginata Strand, 1909
- Heteropoda vespersa Davies, 1994
- Heteropoda warrumbungle Davies, 1994
- Heteropoda warthiana Strand, 1907
- Heteropoda willunga Davies, 1994
- Heteropoda zuviele Jäger, 2008

## Holconia
Holconia Thorell, 1877
- Holconia colberti Hirst, 1991
- Holconia flindersi Hirst, 1991
- Holconia hirsuta (L. Koch, 1875)
- Holconia immanis (L. Koch, 1867)
- Holconia insignis (Thorell, 1870)
- Holconia murrayensis Hirst, 1991
- Holconia neglecta Hirst, 1991

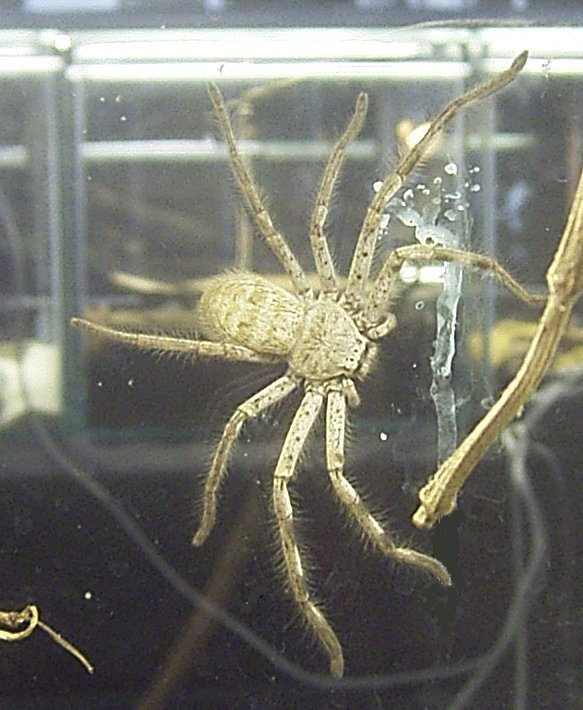
Holconia insignis

- Holconia nigrigularis (Simon, 1908)
- Holconia westralia Hirst, 1991

## Irileka
Irileka Hirst, 1998
- Irileka iridescens Hirst, 1998

## Isopeda
Isopeda L. Koch, 1875
- Isopeda alpina Hirst, 1992
- Isopeda binnaburra Hirst, 1992
- Isopeda brachyseta Hirst, 1992
- Isopeda canberrana Hirst, 1992
- Isopeda catmona Barrion & Litsinger, 1995
- Isopeda deianira (Thorell, 1881)
- Isopeda echuca Hirst, 1992
- Isopeda girraween Hirst, 1992
- Isopeda igraya Barrion & Litsinger, 1995
- Isopeda leishmanni Hogg, 1903
  - Isopeda leishmanni hoggi Simon, 1908
- Isopeda magna Hirst, 1992
- Isopeda montana Hogg, 1903
- Isopeda neocaledonica Berland, 1924
- Isopeda parnabyi Hirst, 1992
- Isopeda prolata Hirst, 1992
- Isopeda queenslandensis Hirst, 1992
- Isopeda subalpina Hirst, 1992
- Isopeda sungaya Barrion & Litsinger, 1995
- Isopeda vasta (L. Koch, 1867)
- Isopeda villosa L. Koch, 1875
- Isopeda woodwardi Hogg, 1903

## Isopedella
Isopedella Hirst, 1990
- Isopedella ambathala Hirst, 1993
- Isopedella cana (Simon, 1908)
- Isopedella castanea Hirst, 1993
- Isopedella cerina Hirst, 1993
- Isopedella cerussata (Simon, 1908)
- Isopedella conspersa (L. Koch, 1875)
- Isopedella flavida (L. Koch, 1875)
- Isopedella frenchi (Hogg, 1903)
- Isopedella gibsandi Hirst, 1993
- Isopedella inola (Strand, 1913)
  - Isopedella inola carinatula (Strand, 1913)
- Isopedella leai (Hogg, 1903)
- Isopedella maculosa Hirst, 1993
- Isopedella meraukensis (Chrysanthus, 1965)
- Isopedella pessleri (Thorell, 1870)
- Isopedella saundersi (Hogg, 1903)
- Isopedella terangana (Strand, 1911)
- Isopedella tindalei Hirst, 1993
- Isopedella victorialis Hirst, 1993

## Keilira
Keilira Hirst, 1989
- Keilira sokoli Hirst, 1989
- Keilira sparsomaculata Hirst, 1989

## Leucorchestris
Leucorchestris Lawrence, 1962
- Leucorchestris alexandrina Lawrence, 1966
- Leucorchestris arenicola Lawrence, 1962
- Leucorchestris flavimarginata Lawrence, 1966
- Leucorchestris porti Lawrence, 1965
- Leucorchestris sabulosa Lawrence, 1966
- Leucorchestris setifrons Lawrence, 1966
- Leucorchestris steyni Lawrence, 1965

## Macrinus
Macrinus Simon, 1887
- Macrinus jaegeri Rheims, 2007
- Macrinus pollexensis (Schenkel, 1953)
- Macrinus succineus Simon, 1887

## Martensopoda
Martensopoda Jäger, 2006
- Martensopoda minuscula (Reimoser, 1934)
- Martensopoda transversa Jäger, 2006

## Megaloremmius
Megaloremmius Simon, 1903
- Megaloremmius leo Simon, 1903

## Micrommata
Micrommata Latreille, 1804
- Micrommata aljibica Urones, 2004

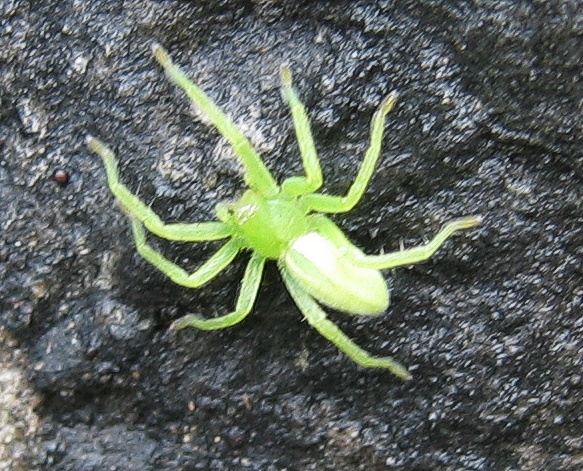
Micrommata virescens

- Micrommata aragonensis Urones, 2004
- Micrommata darlingi Pocock, 1901
- Micrommata formosa Pavesi, 1878
- Micrommata ligurina (C. L. Koch, 1845)
- Micrommata virescens (Clerck, 1757)
  - Micrommata virescens ornata (Walckenaer, 1802)

## Microrchestris
Microrchestris Lawrence, 1962
- Microrchestris melanogaster Lawrence, 1962
- Microrchestris scutatus Lawrence, 1966

## Neosparassus
Neosparassus Hogg, 1903
- Neosparassus calligaster (Thorell, 1870)
- Neosparassus conspicuus (L. Koch, 1875)
- Neosparassus diana (L. Koch, 1875)
- Neosparassus festivus (L. Koch, 1875)
- Neosparassus grapsus (Walckenaer, 1837)
- Neosparassus haemorrhoidalis (L. Koch, 1875)
- Neosparassus incomtus (L. Koch, 1875)
- Neosparassus inframaculatus (Hogg, 1896)
- Neosparassus macilentus (L. Koch, 1875)
- Neosparassus magareyi Hogg, 1903
- Neosparassus nitellinus (L. Koch, 1875)
- Neosparassus pallidus (L. Koch, 1875)
- Neosparassus patellatus (Karsch, 1878)
- Neosparassus pictus (L. Koch, 1875)
- Neosparassus praeclarus (L. Koch, 1875)
- Neosparassus punctatus (L. Koch, 1865)
- Neosparassus rutilus (L. Koch, 1875)
- Neosparassus salacius (L. Koch, 1875)
- Neosparassus thoracicus Hogg, 1903

## Nisueta
Nisueta Simon, 1880
- Nisueta affinis Strand, 1906
- Nisueta flavescens Caporiacco, 1941
- Nisueta kolosvaryi Caporiacco, 1947
- Nisueta quadrispilota Simon, 1880
- Nisueta similis Berland, 1922

## Nolavia
Nolavia Kammerer, 2006
- Nolavia rubriventris (Piza, 1939)

## Nonianus
Nonianus Simon, 1885
- Nonianus gaujoni Simon, 1897
- Nonianus pictus Simon, 1885
- Nonianus unilateralis Strand, 1908

## Olios
Olios Walckenaer, 1837
- Olios abnormis (Blackwall, 1866)
- Olios acolastus (Thorell, 1890)
- Olios acostae Schenkel, 1953
- Olios actaeon (Pocock, 1899)
- Olios admiratus (Pocock, 1901)
- Olios africanus (Karsch, 1878)
- Olios albertius Strand, 1913
- Olios albinus Fox, 1937
- Olios albus Mello-Leitão, 1918
- Olios alluaudi Simon, 1887
- Olios amanensis Strand, 1907
- Olios annandalei (Simon, 1901)
- Olios annulatus (F. O. P.-Cambridge, 1900)
- Olios antiguensis (Keyserling, 1880)
  - Olios antiguensis columbiensis Schmidt, 1971
- Olios argelasius (Walckenaer, 1805) Olios argelasius
- Olios aristophanei Lessert, 1936
- Olios artemis Hogg, 1916
- Olios atomarius Simon, 1880

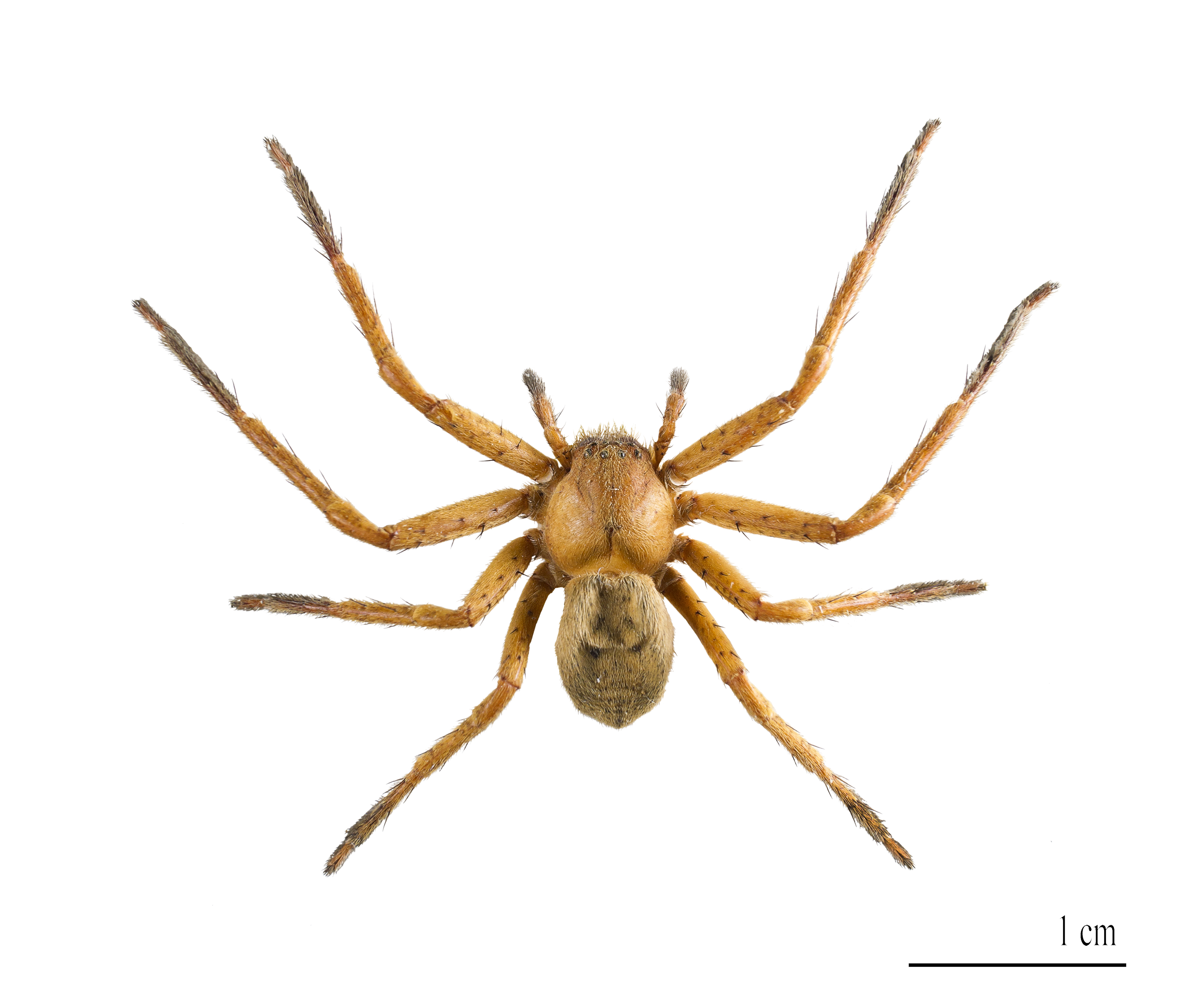
Olios argelasius

- Olios attractus Petrunkevitch, 1911
- Olios audax (Banks, 1909)
- Olios aurantiacus Mello-Leitão, 1918
- Olios auricomis (Simon, 1880)
- Olios banananus Strand, 1916
- Olios batesi (Pocock, 1899)
- Olios baulnyi (Simon, 1874)
- Olios benitensis (Pocock, 1899)
- Olios berlandi Roewer, 1951
- Olios bhavnagarensis Sethi & Tikader, 1988
- Olios biarmatus Lessert, 1925
- Olios bibranchiatus Fox, 1937
- Olios bicolor Banks, 1914
- Olios bivittatus Roewer, 1951
- Olios bombilius (F. O. P.-Cambridge, 1899)
- Olios brachycephalus Lawrence, 1938
- Olios bungarensis Strand, 1913
- Olios canalae Berland, 1924
- Olios canariensis (Lucas, 1838)
- Olios caprinus Mello-Leitão, 1918
- Olios cayanus Taczanowski, 1872
- Olios ceylonicus (Leardi, 1902)
- Olios chelifer Lawrence, 1937
- Olios chiracanthiformis (Strand, 1906)
- Olios chubbi Lessert, 1923
- Olios clarus (Keyserling, 1880)
- Olios claviger (Pocock, 1901)
- Olios coccineiventris (Simon, 1880)
- Olios coenobitus Fage, 1926
- Olios conspersipes (Thorell, 1899)
- Olios corallinus Schmidt, 1971
- Olios correvoni Lessert, 1921
  - Olios correvoni choupangensis Lessert, 1936
  - Olios correvoni nigrifrons Lawrence, 1928
- Olios crassus (Banks, 1909)
- Olios croseiceps (Pocock, 1898)
- Olios cursor (Thorell, 1894)
- Olios darlingi (Pocock, 1901)
- Olios darlingtoni Bryant, 1942
- Olios debilipes Mello-Leitão, 1945
- Olios derasus (C. L. Koch, 1845)
- Olios detritus (C. L. Koch, 1845)
- Olios digitalis Eydoux & Souleyet, 1841
- Olios discolorichelis Caporiacco, 1947
- Olios durlaviae Biswas & Raychaudhuri, 2005
- Olios ensiger (F. O. P.-Cambridge, 1900)
- Olios erraticus Fage, 1926
- Olios erroneus O. P.-Cambridge, 1890
- Olios extensus Berland, 1924
- Olios exterritorialis Strand, 1907
- Olios faesi Lessert, 1933
- Olios fasciatus (Keyserling, 1880)
- Olios fasciculatus Simon, 1880
- Olios fasciiventris Simon, 1880
- Olios feldmanni Strand, 1915
- Olios ferox (Thorell, 1892)
- Olios ferrugineus (C. L. Koch, 1836)
- Olios fimbriatus Chrysanthus, 1965
- Olios flavens Nicolet, 1849
- Olios flavidus (O. P.-Cambridge, 1885)
- Olios floweri Lessert, 1921
- Olios fonticola (Pocock, 1902)
- Olios formosus Banks, 1929
- Olios foxi Roewer, 1951
- Olios francoisi (Simon, 1898)
- Olios franklinus Walckenaer, 1837
- Olios freyi Lessert, 1929
- Olios fugax (O. P.-Cambridge, 1885)
- Olios fugiens (O. P.-Cambridge, 1890)
- Olios fuhrmanni Strand, 1914
- Olios fuligineus (Pocock, 1901)
- Olios fulvithorax Berland, 1924
- Olios furcatus Lawrence, 1927
- Olios fuscovariatus Mello-Leitão, 1943
- Olios galapagoensis Banks, 1902
- Olios gentilis (Karsch, 1879)
- Olios giganteus Keyserling, 1884
- Olios gravelyi Sethi & Tikader, 1988
- Olios greeni (Pocock, 1901)
- Olios guatemalensis Keyserling, 1887
- Olios guineibius Strand, 1911
- Olios guttipes (Simon, 1897)
- Olios hampsoni (Pocock, 1901)
- Olios helvus (Keyserling, 1880)
- Olios hirtus (Karsch, 1879)
- Olios hoplites Caporiacco, 1941
- Olios humboldtianus Berland, 1924
- Olios hyeroglyphicus Mello-Leitão, 1918
- Olios inaequipes (Simon, 1890)
- Olios insignifer Chrysanthus, 1965
- Olios insulanus (Thorell, 1881)
- Olios iranii (Pocock, 1901)
- Olios isongonis Strand, 1915
- Olios ituricus Strand, 1913
- Olios jaldaparaensis Saha & Raychaudhuri, 2007
- Olios japonicus Jäger & Ono, 2000
- Olios kassenjicola Strand, 1916
- Olios keyserlingi (Simon, 1880)
- Olios kiranae Sethi & Tikader, 1988
- Olios kruegeri (Simon, 1897)
- Olios lacticolor Lawrence, 1952
- Olios laevatus (Simon, 1897)
- Olios lamarcki (Latreille, 1806)
  - Olios lamarcki taprobanicus Strand, 1913
- Olios lepidus Vellard, 1924
- Olios longespinus Caporiacco, 1947
- Olios longipedatus Roewer, 1951
- Olios longipedes Roewer, 1951
- Olios luctuosus Banks, 1898
- Olios lutescens (Thorell, 1894)
- Olios luteus (Keyserling, 1880)
- Olios machadoi Lawrence, 1952
- Olios macroepigynus Soares, 1944
- Olios maculatus (Blackwall, 1862)
- Olios maculinotatus Strand, 1909
- Olios mahabangkawitus Barrion & Litsinger, 1995
- Olios malagassus Strand, 1907
  - Olios malagassus septifer Strand, 1908
- Olios manifestus O. P.-Cambridge, 1890
- Olios marshalli (Pocock, 1898)
- Olios mathani (Simon, 1880)
- Olios menghaiensis (Wang & Zhang, 1990)
- Olios milleti (Pocock, 1901)
- Olios minax (O. P.-Cambridge, 1896)
- Olios minensis (Mello-Leitão, 1917)
- Olios mohavensis Fox, 1937
- Olios monticola Berland, 1924
- Olios morbillosus (MacLeay, 1827)
- Olios mordax (O. P.-Cambridge, 1899)
- Olios mutabilis Mello-Leitão, 1917
- Olios mygalinus Doleschall, 1857
  - Olios mygalinus cinctipes Merian, 1911
  - Olios mygalinus nigripalpis Merian, 1911
- Olios nanningensis (Hu & Ru, 1988)
- Olios naturalisticus Chamberlin, 1924
- Olios neocaledonicus Berland, 1924
- Olios nigrifrons (Simon, 1897)
- Olios nigristernis (Simon, 1880)
- Olios nigriventris Taczanowski, 1872
- Olios niveomaculatus Mello-Leitão, 1941
- Olios nossibeensis Strand, 1907
- Olios oberzelleri Kritscher, 1966
- Olios obesulus (Pocock, 1901)
- Olios obscurus (Keyserling, 1880)
- Olios obtusus (F. O. P.-Cambridge, 1900)
- Olios occidentalis (Karsch, 1879)
- Olios orchiticus Mello-Leitão, 1930
- Olios ornatus (Thorell, 1877)
- Olios oubatchensis Berland, 1924
- Olios paalongus Barrion & Litsinger, 1995
- Olios pacifer Lessert, 1921
- Olios paenuliformis Strand, 1916
- Olios pagurus Walckenaer, 1837
- Olios paraensis (Keyserling, 1880)
- Olios patagiatus (Simon, 1897)
- Olios pellucidus (Keyserling, 1880)
- Olios peninsulanus Banks, 1898
- Olios perezi Barrion & Litsinger, 1995
- Olios peruvianus Roewer, 1951
- Olios phipsoni (Pocock, 1899)
- Olios pictitarsis (Simon, 1880)
- Olios plumipes Mello-Leitão, 1937
- Olios positivus Chamberlin, 1924
- Olios praecinctus (L. Koch, 1865)
- Olios princeps Hogg, 1914
- Olios provocator Walckenaer, 1837
- Olios pulchripes (Thorell, 1899)
- Olios punctipes Simon, 1884
  - Olios punctipes sordidatus (Thorell, 1895)
- Olios puniceus (Simon, 1880)
- Olios punjabensis Dyal, 1935
- Olios pusillus Simon, 1880
- Olios pyrozonis (Pocock, 1901)
- Olios quinquelineatus Taczanowski, 1872
- Olios roeweri Caporiacco, 1955
- Olios rosettii (Leardi, 1901)
- Olios rotundiceps (Pocock, 1901)
- Olios rubripes Taczanowski, 1872
- Olios rubriventris (Thorell, 1881)
- Olios rufilatus (Pocock, 1899)
- Olios rufus (Keyserling, 1880)
- Olios ruwenzoricus Strand, 1913
- Olios sanctivincenti (Simon, 1897)
- Olios sanguinifrons (Simon, 1906)
- Olios scalptor Jäger & Ono, 2001
- Olios scepticus Chamberlin, 1924
- Olios schistus Chamberlin, 1919
- Olios schonlandi (Pocock, 1900)
- Olios senilis Simon, 1880
- Olios sericeus (Kroneberg, 1875)
- Olios sexpunctatus Caporiacco, 1947
- Olios sherwoodi Lessert, 1929
- Olios similaris (Rainbow, 1898)
- Olios similis (O. P.-Cambridge, 1890)
- Olios simoni (O. P.-Cambridge, 1890)
- Olios sjostedti Lessert, 1921
- Olios skwarrae (Roewer, 1933)
- Olios socotranus (Pocock, 1903)
- Olios somalicus Caporiacco, 1940
- Olios soratensis Strand, 1907
- Olios spenceri Pocock, 1896
- Olios spiculosus (Pocock, 1901)
- Olios spinipalpis (Pocock, 1901)
- Olios stictopus (Pocock, 1898)
- Olios stimulator (Simon, 1897)
- Olios strandi Kolosváry, 1934
- Olios striatus (Blackwall, 1867)
- Olios stylifer (F. O. P.-Cambridge, 1900)
- Olios suavis (O. P.-Cambridge, 1876)
- Olios subadultus Mello-Leitão, 1930
- Olios subpusillus Strand, 1907
- Olios sulphuratus (Thorell, 1899)
- Olios sylvaticus (Blackwall, 1862)
- Olios tamerlani Roewer, 1951
- Olios tarandus (Simon, 1897)
- Olios tener (Thorell, 1891)
- Olios tiantongensis (Zhang & Kim, 1996)
- Olios tigrinus (Keyserling, 1880)
- Olios tikaderi Kundu, Biswas & Raychaudhuri, 1999
- Olios timidus (O. P.-Cambridge, 1885)
- Olios triarmatus Lessert, 1936
- Olios trifurcatus (Pocock, 1899)
- Olios trinitatis Strand, 1916
- Olios tuckeri Lawrence, 1927
- Olios valenciae Strand, 1916
- Olios variatus (Thorell, 1899)
- Olios velox (Simon, 1880)
- Olios ventrosus Nicolet, 1849
- Olios vestigator (Simon, 1897)
- Olios vitiosus Vellard, 1924
- Olios vittifemur Strand, 1916
- Olios werneri (Simon, 1906)
- Olios wolfi Strand, 1911
- Olios wroughtoni (Simon, 1897)
- Olios xerxes (Pocock, 1901)
- Olios yucatanus Chamberlin, 1925
- Olios zebra (Thorell, 1881)
- Olios zulu Simon, 1880

## Orchestrella
Orchestrella Lawrence, 1965
- Orchestrella caroli Lawrence, 1966
- Orchestrella longipes Lawrence, 1965

## Origes
Origes Simon, 1897
- Origes chloroticus Mello-Leitão, 1945
- Origes nigrovittatus (Keyserling, 1880)
- Origes pollens Simon, 1897

## Paenula
Paenula Simon, 1897
- Paenula paupercula Simon, 1897

## Palystella
Palystella Lawrence, 1928
- Palystella browni Lawrence, 1962
- Palystella namaquensis Lawrence, 1938
- Palystella pallida Lawrence, 1938
- Palystella sexmaculata Lawrence, 1928

## Palystes
Palystes L. Koch, 1875

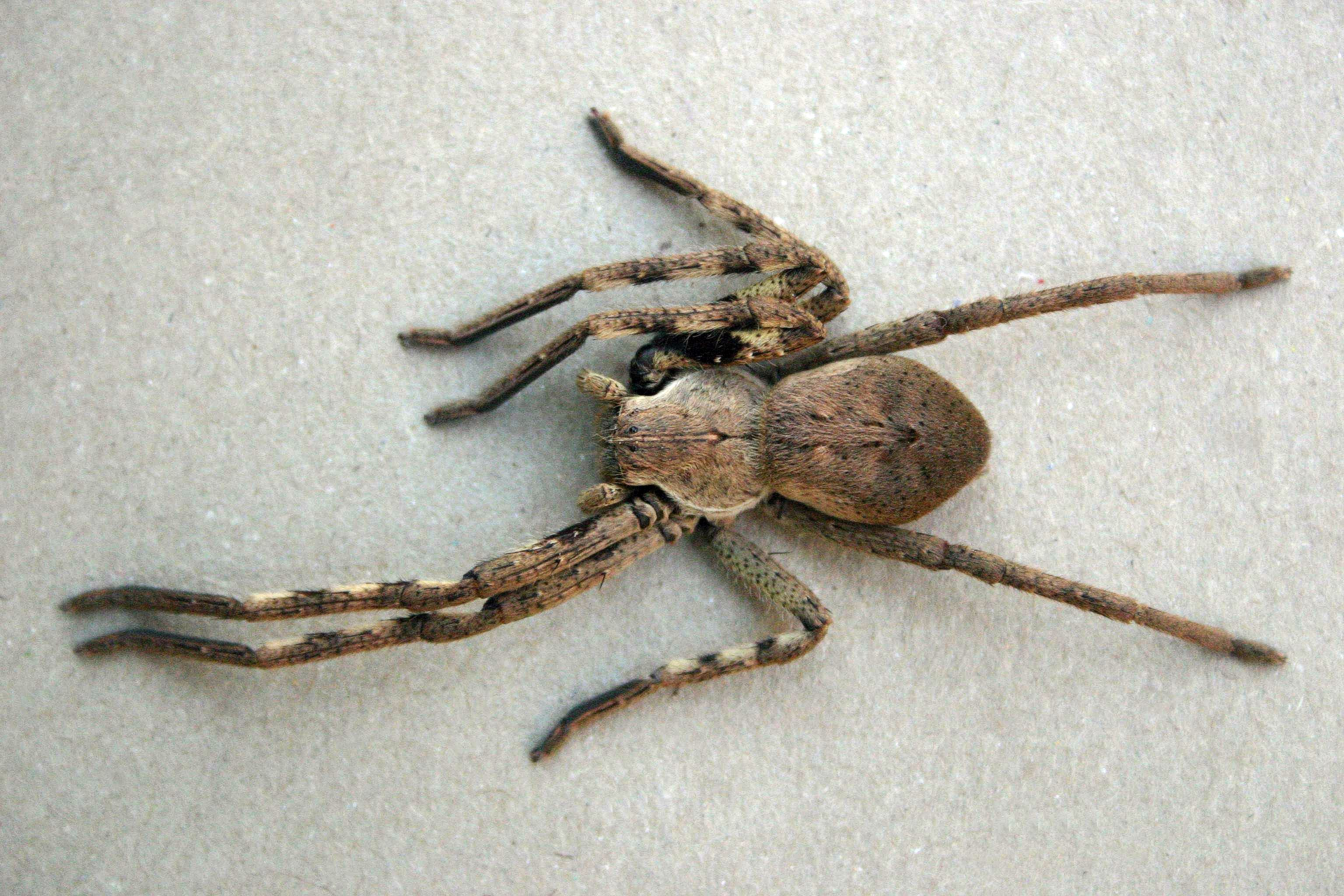
Palystes superciliosus

- Palystes ansiedippenaarae Croeser, 1996
- Palystes castaneus (Latreille, 1819)
- Palystes convexus Strand, 1907
- Palystes crawshayi Pocock, 1902
- Palystes ellioti Pocock, 1896
- Palystes flavidus Simon, 1897
- Palystes fornasinii (Pavesi, 1881)
- Palystes hoehneli Simon, 1890
- Palystes johnstoni Pocock, 1896
- Palystes karooensis Croeser, 1996
- Palystes leppanae Pocock, 1902
- Palystes leroyorum Croeser, 1996
- Palystes lunatus Pocock, 1896
- Palystes martinfilmeri Croeser, 1996
- Palystes perornatus Pocock, 1900
- Palystes pinnotheres (Walckenaer, 1805)
- Palystes reticulatus Rainbow, 1899
- Palystes spiralis Strand, 1907
- Palystes stilleri Croeser, 1996
- Palystes stuarti Croeser, 1996
- Palystes superciliosus L. Koch, 1875

## Panaretella
Panaretella Lawrence, 1937
- Panaretella distincta (Pocock, 1896)
- Panaretella immaculata Lawrence, 1952
- Panaretella minor Lawrence, 1952
- Panaretella scutata (Pocock, 1902)
- Panaretella zuluana Lawrence, 1937

## Pandercetes
Pandercetes L. Koch, 1875
- Pandercetes celatus Pocock, 1899
- Pandercetes celebensis Merian, 1911
  - Pandercetes celebensis vulcanicola Merian, 1911
- Pandercetes decipiens Pocock, 1899
- Pandercetes gracilis L. Koch, 1875
- Pandercetes isopus Thorell, 1881
- Pandercetes longipes Thorell, 1881
- Pandercetes macilentus Thorell, 1895
- Pandercetes malleator Thorell, 1890
- Pandercetes manoius Roewer, 1938
- Pandercetes niger Merian, 1911
- Pandercetes nigrogularis (Simon, 1897)
- Pandercetes ochreus Hogg, 1922
- Pandercetes palliventris Strand, 1911
- Pandercetes peronianus (Walckenaer, 1837)
- Pandercetes plumipes (Doleschall, 1859)
- Pandercetes plumosus Pocock, 1899

## Parapalystes
Parapalystes Croeser, 1996
- Parapalystes cultrifer (Pocock, 1900)
- Parapalystes euphorbiae Croeser, 1996
- Parapalystes lycosinus (Pocock, 1900)
- Parapalystes megacephalus (C. L. Koch, 1845)
- Parapalystes whiteae (Pocock, 1902)

## Pediana
Pediana Simon, 1880
- Pediana aurochelis Strand, 1907
- Pediana horni (Hogg, 1896)
- Pediana longbottomi Hirst, 1996
- Pediana mainae Hirst, 1995
- Pediana occidentalis Hogg, 1903
- Pediana paradoxa Hirst, 1996
- Pediana regina (L. Koch, 1875)
  - Pediana regina isopedina Strand, 1913
- Pediana temmei Hirst, 1996
- Pediana tenuis Hogg, 1903
- Pediana webberae Hirst, 1996

## Pleorotus
Pleorotus Simon, 1898
- Pleorotus braueri Simon, 1898

## Polybetes
Polybetes Simon, 1897
- Polybetes delfini Simon, 1904
- Polybetes germaini Simon, 1897
- Polybetes martius (Nicolet, 1849)
- Polybetes obnuptus Simon, 1897

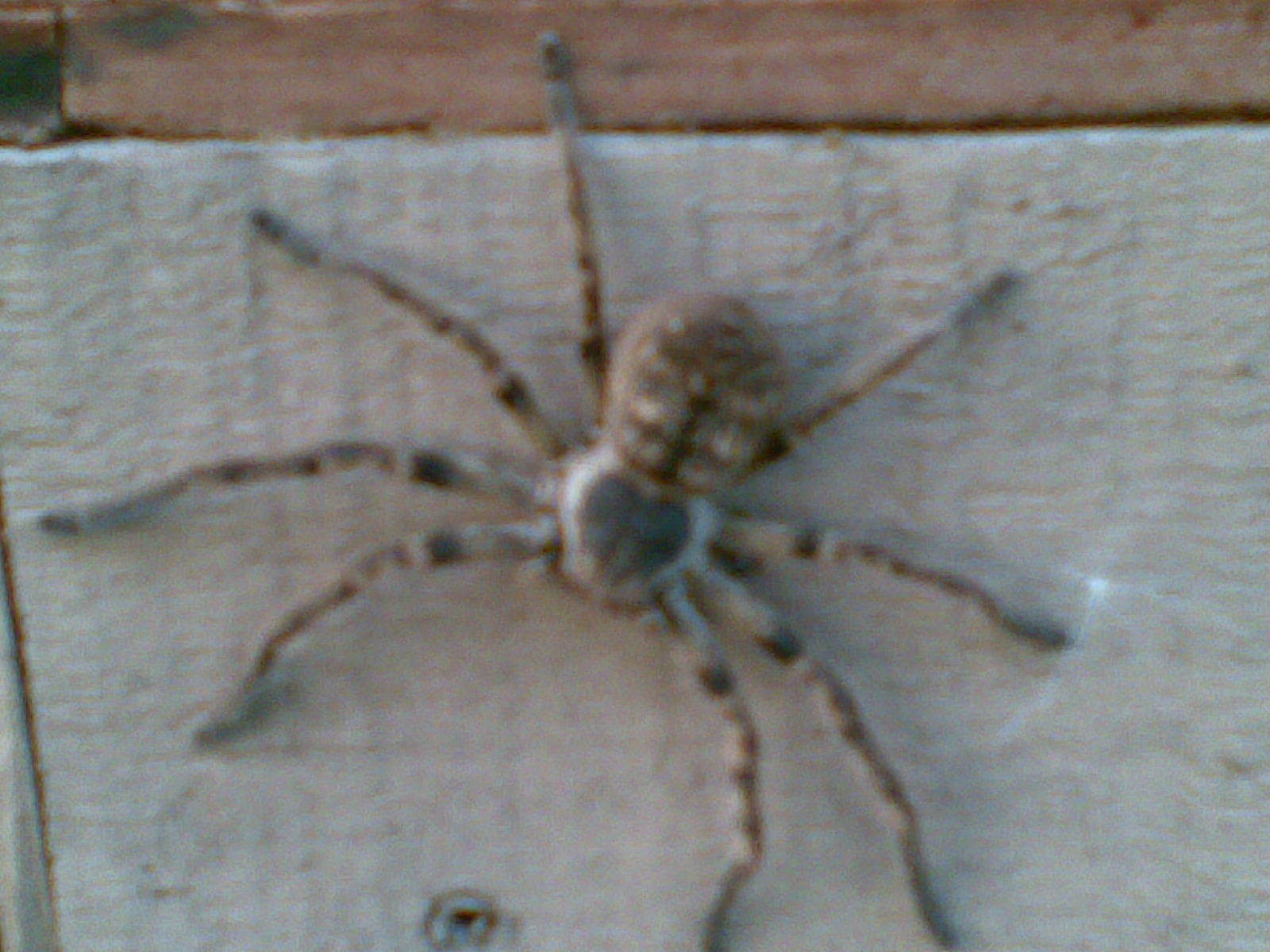
Polybetes pythagoricus

- Polybetes pallidus Mello-Leitão, 1941
- Polybetes parvus (Järvi, 1914)
- Polybetes proximus Mello-Leitão, 1943
- Polybetes punctulatus Mello-Leitão, 1944
- Polybetes pythagoricus (Holmberg, 1875)
- Polybetes quadrifoveatus (Järvi, 1914)
- Polybetes rapidus (Keyserling, 1880)
- Polybetes rubrosignatus Mello-Leitão, 1943
- Polybetes trifoveatus (Järvi, 1914)

## Prusias
Prusias O. P.-Cambridge, 1892
- Prusias brasiliensis Mello-Leitão, 1915
- Prusias lanceolatus Simon, 1897
- Prusias nugalis O. P.-Cambridge, 1892
- Prusias semotus (O. P.-Cambridge, 1892)

## Prychia
Prychia L. Koch, 1875
- Prychia gracilis L. Koch, 1875
- Prychia maculata Karsch, 1878
- Prychia pallidula Strand, 1911
- Prychia suavis Simon, 1897

## Pseudomicrommata
Pseudomicrommata Järvi, 1914
- Pseudomicrommata longipes (Bösenberg & Lenz, 1895)

## Pseudopoda
Pseudopoda Jäger, 2000
- Pseudopoda abnormis Jäger, 2001

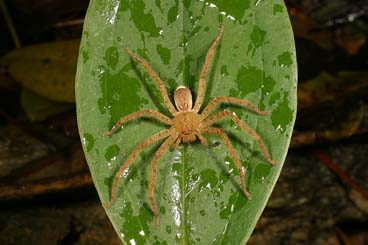
Pseudopoda spirembolus

- Pseudopoda akashi (Sethi & Tikader, 1988)
- Pseudopoda albolineata Jäger, 2001
- Pseudopoda albonotata Jäger, 2001
- Pseudopoda alta Jäger, 2001
- Pseudopoda amelia Jäger & Vedel, 2007
- Pseudopoda ausobskyi Jäger, 2001
- Pseudopoda biapicata Jäger, 2001
- Pseudopoda bibulba (Xu & Yin, 2000)
- Pseudopoda birmanica Jäger, 2001
- Pseudopoda brauni Jäger, 2001
- Pseudopoda cangschana Jäger & Vedel, 2007
- Pseudopoda casaria (Simon, 1897)
- Pseudopoda chauki Jäger, 2001
- Pseudopoda chulingensis Jäger, 2001
- Pseudopoda confusa Jäger, Pathoumthong & Vedel, 2006
- Pseudopoda contentio Jäger & Vedel, 2007
- Pseudopoda contraria Jäger & Vedel, 2007
- Pseudopoda cuneata Jäger, 2001
- Pseudopoda daliensis Jäger & Vedel, 2007
- Pseudopoda dama Jäger, 2001
- Pseudopoda damana Jäger, 2001
- Pseudopoda dao Jäger, 2001
- Pseudopoda dhulensis Jäger, 2001
- Pseudopoda digitata Jäger & Vedel, 2007
- Pseudopoda diversipunctata Jäger, 2001
- Pseudopoda everesta Jäger, 2001
- Pseudopoda exigua (Fox, 1938)
- Pseudopoda exiguoides (Song & Zhu, 1999)
- Pseudopoda fabularis Jäger, 2008
- Pseudopoda fissa Jäger & Vedel, 2005
- Pseudopoda gemina Jäger, Pathoumthong & Vedel, 2006
- Pseudopoda gogona Jäger, 2001
- Pseudopoda gongschana Jäger & Vedel, 2007
- Pseudopoda grahami (Fox, 1936)
- Pseudopoda grasshoffi Jäger, 2001
- Pseudopoda heteropodoides Jäger, 2001
- Pseudopoda hingstoni Jäger, 2001
- Pseudopoda hirsuta Jäger, 2001
- Pseudopoda houaphan Jäger, 2007
- Pseudopoda huberti Jäger, 2001
- Pseudopoda hyatti Jäger, 2001
- Pseudopoda intermedia Jäger, 2001
- Pseudopoda interposita Jäger & Vedel, 2007
- Pseudopoda jirensis Jäger, 2001
- Pseudopoda kalinchoka Jäger, 2001
- Pseudopoda kasariana Jäger & Ono, 2002
- Pseudopoda khimtensis Jäger, 2001
- Pseudopoda kullmanni Jäger, 2001
- Pseudopoda latembola Jäger, 2001
- Pseudopoda lushanensis (Wang, 1990)
- Pseudopoda lutea (Thorell, 1895)
- Pseudopoda marmorea Jäger, 2001
- Pseudopoda marsupia (Wang, 1991)
- Pseudopoda martensi Jäger, 2001
- Pseudopoda martinae Jäger, 2001
- Pseudopoda megalopora Jäger, 2001
- Pseudopoda minor Jäger, 2001
- Pseudopoda monticola Jäger, 2001
- Pseudopoda namkhan Jäger, Pathoumthong & Vedel, 2006
- Pseudopoda nanyueensis Tang & Yin, 2000
- Pseudopoda obtusa Jäger & Vedel, 2007
- Pseudopoda parvipunctata Jäger, 2001
- Pseudopoda perplexa Jäger, 2008
- Pseudopoda platembola Jäger, 2001
- Pseudopoda prompta (O. P.-Cambridge, 1885)
- Pseudopoda recta Jäger & Ono, 2001
- Pseudopoda rhopalocera Yang et al., 2009
- Pseudopoda rivicola Jäger & Vedel, 2007
- Pseudopoda roganda Jäger & Vedel, 2007
- Pseudopoda rufosulphurea Jäger, 2001
- Pseudopoda saetosa Jäger & Vedel, 2007
- Pseudopoda schawalleri Jäger, 2001
- Pseudopoda schwendingeri Jäger, 2001
- Pseudopoda serrata Jäger & Ono, 2001
- Pseudopoda shuqiangi Jäger & Vedel, 2007
- Pseudopoda sicca Jäger, 2008
- Pseudopoda signata Jäger, 2001
- Pseudopoda sinapophysis Jäger & Vedel, 2007
- Pseudopoda sinopodoides Jäger, 2001
- Pseudopoda songi Jäger, 2008
- Pseudopoda spiculata (Wang, 1990)
- Pseudopoda spirembolus Jäger & Ono, 2002
- Pseudopoda taibaischana Jäger, 2001
- Pseudopoda thorelli Jäger, 2001
- Pseudopoda tinjura Jäger, 2001
- Pseudopoda triapicata Jäger, 2001
- Pseudopoda trisuliensis Jäger, 2001
- Pseudopoda varia Jäger, 2001
- Pseudopoda virgata (Fox, 1936)
- Pseudopoda yinae Jäger & Vedel, 2007
- Pseudopoda yunnanensis (Yang & Hu, 2001)
- Pseudopoda zhangi Fu & Zhu, 2008
- Pseudopoda zhangmuensis (Hu & Li, 1987)
- Pseudopoda zhejiangensis (Zhang & Kim, 1996)
- Pseudopoda zhenkangensis Yang et al., 2009

## Pseudosparianthis
Pseudosparianthis Simon, 1887
- Pseudosparianthis accentuata Caporiacco, 1955
- Pseudosparianthis ambigua Caporiacco, 1938
- Pseudosparianthis antiguensis Bryant, 1923
- Pseudosparianthis chickeringi (Gertsch, 1941)
- Pseudosparianthis cubana Banks, 1909
- Pseudosparianthis fusca Simon, 1887
- Pseudosparianthis jayuyae Petrunkevitch, 1930
- Pseudosparianthis megalopalpa Caporiacco, 1954
- Pseudosparianthis picta Simon, 1887
- Pseudosparianthis ravida Simon, 1897
- Pseudosparianthis variabilis F. O. P.-Cambridge, 1900

## Quemedice
Quemedice Mello-Leitão, 1942
- Quemedice enigmaticus Mello-Leitão, 1942
- Quemedice piracuruca Rheims, Labarque & Ramírez, 2008

## Remmius
Remmius Simon, 1897
- Remmius badius Roewer, 1961
- Remmius praecalvus Simon, 1910
- Remmius quadridentatus Simon, 1903
- Remmius vulpinus Simon, 1897
- Remmius vultuosus Simon, 1897

## Rhacocnemis
Rhacocnemis Simon, 1897
- Rhacocnemis guttatus (Blackwall, 1877)

## Rhitymna
Rhitymna Simon, 1897
- Rhitymna ambae Jäger, 2003
- Rhitymna bicolana (Barrion & Litsinger, 1995)
- Rhitymna deelemanae Jäger, 2003
- Rhitymna flava Schmidt & Krause, 1994
- Rhitymna hildebrandti Järvi, 1914
- Rhitymna imerinensis (Vinson, 1863)
- Rhitymna ingens Simon, 1897
- Rhitymna kananggar Jäger, 2003
- Rhitymna occidentalis Jäger, 2003
- Rhitymna pinangensis (Thorell, 1891)
- Rhitymna plana Jäger, 2003
- Rhitymna pseudokumanga (Barrion & Litsinger, 1995)
- Rhitymna saccata Järvi, 1914
- Rhitymna simoni Jäger, 2003
- Rhitymna simplex Jäger, 2003
- Rhitymna tuhodnigra (Barrion & Litsinger, 1995)
- Rhitymna verruca (Wang, 1991)
- Rhitymna xanthopus Simon, 1901

## Sagellula
Sagellula Strand, 1942
- Sagellula octomunita (Dönitz & Strand, 1906)
- Sagellula xizangensis (Hu, 2001)

## Sampaiosia
Sampaiosia Mello-Leitão, 1930
- Sampaiosia crulsi Mello-Leitão, 1930

## Sarotesius
Sarotesius Pocock, 1898
- Sarotesius melanognathus Pocock, 1898

## Sinopoda
Sinopoda Jäger, 1999

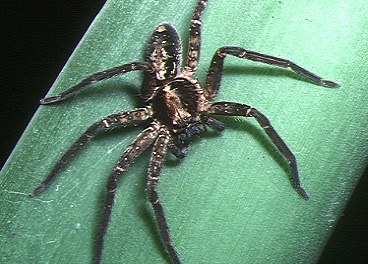
Sinopoda okinwana

- Sinopoda albofasciata Jäger & Ono, 2002
- Sinopoda altissima (Hu & Li, 1987)
- Sinopoda anguina Liu, Li & Jäger, 2008
- Sinopoda angulata Jäger, Gao & Fei, 2002
- Sinopoda campanacea (Wang, 1990)
- Sinopoda chongan Xu, Yin & Peng, 2000
- Sinopoda crassa Liu, Li & Jäger, 2008
- Sinopoda dashahe Zhu et al., 2005
- Sinopoda dayong (Bao, Yin & Yan, 2000)
- Sinopoda derivata Jäger & Ono, 2002
- Sinopoda exspectata Jäger & Ono, 2001
- Sinopoda fasciculata Jäger, Gao & Fei, 2002
- Sinopoda forcipata (Karsch, 1881)
- Sinopoda fornicata Liu, Li & Jäger, 2008
- Sinopoda grandispinosa Liu, Li & Jäger, 2008
- Sinopoda hamata (Fox, 1937)
- Sinopoda himalayica (Hu & Li, 1987)
- Sinopoda koreana (Paik, 1968)
- Sinopoda licenti (Schenkel, 1953)
- Sinopoda longshan Yin et al., 2000
- Sinopoda microphthalma (Fage, 1929)
- Sinopoda minschana (Schenkel, 1936)
- Sinopoda nuda Liu, Li & Jäger, 2008
- Sinopoda ogatai Jäger & Ono, 2002
- Sinopoda okinawana Jäger & Ono, 2000
- Sinopoda pengi Song & Zhu, 1999
- Sinopoda semicirculata Liu, Li & Jäger, 2008
- Sinopoda serpentembolus Zhang et al., 2007
- Sinopoda serrata (Wang, 1990)
- Sinopoda shennonga (Peng, Yin & Kim, 1996)
- Sinopoda stellata (Schenkel, 1963)
- Sinopoda stellatops Jäger & Ono, 2002
- Sinopoda tanikawai Jäger & Ono, 2000
- Sinopoda tengchongensis Fu & Zhu, 2008
- Sinopoda triangula Liu, Li & Jäger, 2008
- Sinopoda undata Liu, Li & Jäger, 2008
- Sinopoda wangi Song & Zhu, 1999
- Sinopoda xieae Peng & Yin, 2001
- Sinopoda yaojingensis Liu, Li & Jäger, 2008
- Sinopoda yeoseodoensis Kim & Ye, 2015[1]

## Sivalicus
Sivalicus Dyal, 1957
- Sivalicus viridis Dyal, 1957

## Sparianthina
Sparianthina Banks, 1929
- Sparianthina adisi Jäger, Rheims & Labarque, 2009
- Sparianthina deltshevi Jäger, Rheims & Labarque, 2009
- Sparianthina milleri (Caporiacco, 1955)
- Sparianthina pumilla (Keyserling, 1880)
- Sparianthina rufescens (Mello-Leitão, 1940)
- Sparianthina saaristoi Jäger, Rheims & Labarque, 2009
- Sparianthina selenopoides Banks, 1929

## Sparianthis
Sparianthis Simon, 1880
- Sparianthis amazonica Simon, 1880
- Sparianthis barroana (Chamberlin, 1925)
- Sparianthis granadensis (Keyserling, 1880)

## Spariolenus
Spariolenus Simon, 1880
- Spariolenus megalopis Thorell, 1891
- Spariolenus secundus Jäger, 2006
- Spariolenus taeniatus Thorell, 1890
- Spariolenus taprobanicus (Walckenaer, 1837)
- Spariolenus tigris Simon, 1880

## Staianus
Staianus Simon, 1889
- Staianus acuminatus Simon, 1889

## Stasina
Stasina Simon, 1877
- Stasina americana Simon, 1887
- Stasina hirticeps Caporiacco, 1955
- Stasina koluene Mello-Leitão, 1949
- Stasina lucasi Bryant, 1940
- Stasina macleayi Bryant, 1940
- Stasina manicata Simon, 1897
- Stasina nalandica Karsch, 1891
- Stasina paripes (Karsch, 1879)
- Stasina planithorax Simon, 1897
- Stasina portoricensis Petrunkevitch, 1930
- Stasina rangelensis Franganillo, 1935
- Stasina saetosa Bryant, 1948
- Stasina spinosa Simon, 1897
- Stasina vittata Simon, 1877

## Stasinoides
Stasinoides Berland, 1922
- Stasinoides aethiopica Berland, 1922

## Stipax
Stipax Simon, 1898
- Stipax triangulifer Simon, 1898

## Strandiellum
Strandiellum Kolosváry, 1934
- Strandiellum wilhelmshafeni Kolosváry, 1934

## Thelcticopis
Thelcticopis Karsch, 1884
- Thelcticopis ajax Pocock, 1901
- Thelcticopis ancorum Dyal, 1935

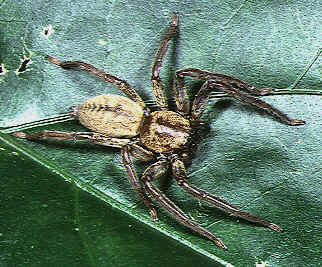
Thelcticopis severa

- Thelcticopis bicornuta Pocock, 1901
- Thelcticopis bifasciata (Thorell, 1891)
- Thelcticopis biroi Kolosváry, 1934
- Thelcticopis canescens Simon, 1887
- Thelcticopis celebesiana Merian, 1911
- Thelcticopis convoluticola Strand, 1911
- Thelcticopis cuneisignata Chrysanthus, 1965
- Thelcticopis fasciata (Thorell, 1897)
- Thelcticopis flavipes Pocock, 1897
- Thelcticopis goramensis (Thorell, 1881)
- Thelcticopis hercules Pocock, 1901
- Thelcticopis humilithorax (Simon, 1910)
- Thelcticopis huyoplata Barrion & Litsinger, 1995
- Thelcticopis insularis (Karsch, 1881)
- Thelcticopis kaparanganensis Barrion & Litsinger, 1995
- Thelcticopis karnyi Reimoser, 1929
- Thelcticopis kianganensis Barrion & Litsinger, 1995
- Thelcticopis klossi Reimoser, 1929
- Thelcticopis luctuosa (Doleschall, 1859)
- Thelcticopis maindroni Simon, 1906
- Thelcticopis modesta Thorell, 1890
- Thelcticopis moesta (Doleschall, 1859)
- Thelcticopis moolampilliensis Jose & Sebastian, 2007
- Thelcticopis nigrocephala Merian, 1911
- Thelcticopis ochracea Pocock, 1899
- Thelcticopis orichalcea (Simon, 1880)
- Thelcticopis papuana (Simon, 1880)
- Thelcticopis pennata (Simon, 1901)
- Thelcticopis pestai (Reimoser, 1939)
- Thelcticopis picta (Thorell, 1887)
- Thelcticopis quadrimunita (Strand, 1911)
- Thelcticopis rubristernis Strand, 1911
- Thelcticopis rufula Pocock, 1901
- Thelcticopis sagittata (Hogg, 1915)
- Thelcticopis salomonum (Strand, 1913)
- Thelcticopis scaura (Simon, 1910)
- Thelcticopis serambiformis Strand, 1907
- Thelcticopis severa (L. Koch, 1875)
- Thelcticopis simplerta Barrion & Litsinger, 1995
- Thelcticopis telonotata Dyal, 1935
- Thelcticopis truculenta Karsch, 1884
- Thelcticopis vasta (L. Koch, 1873)
- Thelcticopis virescens Pocock, 1901

## Thomasettia
Thomasettia Hirst, 1911
- Thomasettia seychellana Hirst, 1911

## Tibellomma
Tibellomma Simon, 1903
- Tibellomma chazaliae (Simon, 1898)

## Tychicus
Tychicus Simon, 1880
- Tychicus erythrophthalmus Simon, 1897
- Tychicus gaymardi Simon, 1880
- Tychicus genitalis Strand, 1911
- Tychicus longipes (Walckenaer, 1837)
- Tychicus rufoides Strand, 1911

## Typostola
Typostola Simon, 1897
- Typostola barbata (L. Koch, 1875)
- Typostola heterochroma Hirst, 1999
- Typostola pilbara Hirst, 1999
- Typostola tari Hirst, 1999

## Vindullus
Vindullus Simon, 1880
- Vindullus angulatus Rheims & Jäger, 2008
- Vindullus concavus Rheims & Jäger, 2008
- Vindullus gibbosus Rheims & Jäger, 2008
- Vindullus gracilipes (Taczanowski, 1872)
- Vindullus kratochvili Caporiacco, 1955
- Vindullus undulatus Rheims & Jäger, 2008

## Yiinthi
Yiinthi Davies, 1994
- Yiinthi anzsesorum Davies, 1994
- Yiinthi chillagoe Davies, 1994
- Yiinthi gallonae Davies, 1994
- Yiinthi kakadu Davies, 1994
- Yiinthi lycodes (Thorell, 1881)
- Yiinthi molloyensis Davies, 1994
- Yiinthi spathula Davies, 1994
- Yiinthi torresiana Davies, 1994

## Zachria
Zachria L. Koch, 1875
- Zachria flavicoma L. Koch, 1875
- Zachria oblonga L. Koch, 1875